# 日本薹草
日本薹草（学名：Carex japonica）是莎草科薹草属的植物。分布在日本、朝鲜以及中国大陆的内蒙古、河南、山西、四川、河北、云南、辽宁、湖北、陕西、江苏等地，生长于海拔1,200米至2,000米的地区，多生长于林缘阴湿处、林下以及山谷沟旁湿地，目前尚未由人工引种栽培。

## 异名
- Carex doniana Spreng.
- Carex japonica Thunb. ssp. chlorostachys (C. B. Clarke) T. Koyama